# Ronde van Taiwan 2018
De 16e editie van de Ronde van Taiwan vond in 2018 plaats van 11 tot en met 15 maart. De start lag net als in de voorgaande edities in Taipei en de finish lag in Dapeng Bay. Er stonden 112 renners aan de start van de eerste etappe en 100 hebben uiteindelijk de finish in Dapeng Bay bereikt. De wedstrijd maakte deel uit van de UCI Asia Tour 2018, in de categorie 2.1. In 2017 won de Spanjaard Benjamín Prades, dit jaar won de Japanner Yukiya Arashiro.

## Deelnemende Ploegen
| ProContinentaal        | Continentaal              | Continentaal                         | Nationaal   |
| ---------------------- | ------------------------- | ------------------------------------ | ----------- |
| Nippo-Vini Fantini     | Cibel-Cebon               | Team Ukyo                            | Taiwan      |
| Israel Cycling Academy | Team Illuminate           | Bennelong SwissWellness Cycling Team | Zuid-Afrika |
| Unitedhealthcare       | Hrinkow Advarics Cycleang | Memil-CCN Pro Cycling                | Japan       |
| Wilier Selle Italia    | Elevate–KHS Pro Cycling   | Team Sapura Cycling                  | Thailand    |
|                        | HKSI Pro Cycling Team     | RTS-Santic Racing Team               | Zuid-Korea  |

## Etappe-overzicht
| etappe | datum    | start    | finish                               | type       | afstand  | winnaar        | klassementsleider |
| ------ | -------- | -------- | ------------------------------------ | ---------- | -------- | -------------- | ----------------- |
| 1e     | 11 maart | Taipei   | Taipei                               | Vlakke rit | 83,2 km  | Hayato Okamoto | Hayato Okamoto    |
| 2e     | 12 maart | Taoyuan  | Jiaobanshan Park                     | Vlakke rit | 120 km   | Robbie Hucker  | Robbie Hucker     |
| 3e     | 13 maart | Zhubei   | Shingan bezoekers informatie centrum | Heuvelrit  | 156,3 km | Edwin Avila    | Jonathan Clarke   |
| 4e     | 14 maart | Nantou   | Zon-maanmeer                         | Heuvelrit  | 166,6 km | Cameron Bayly  | Yukiya Arashiro   |
| 5e     | 15 maart | Pingtung | Dapeng Baai                          | Vlakke rit | 192,8 km | Luca Pacioni   | Yukiya Arashiro   |

## Eindklassementen
| Plaats    | Naam              | Ploeg                                | Tijd      |
| --------- | ----------------- | ------------------------------------ | --------- |
| Gele trui | Yukiya Arashiro   | Japan                                | 16u50'18" |
| 2         | Jonathan Clarke   | Unitedhealthcare                     | + 2"      |
| 3         | Jimmy Janssens    | Cibel-Cebon                          | + 13"     |
| 4         | Edwin Avila       | Israel Cycling Academy               | + 31"     |
| 5         | Markus Freiberger | Hrinkow Advarics Cycleang            | + 37"     |
| 6         | Eder Frayre       | Team Illuminate                      | + 41"     |
| 7         | Jason Lea         | Bennelong SwissWellness Cycling Team | z.t.      |
| 8         | Hideto Nakane     | Nippo-Vini Fantini                   | z.t.      |
| 9         | Alex Turrin       | Wilier Selle Italia                  | z.t.      |
| 10        | Gianni Marchand   | Cibel-Cebon                          | z.t.      |
|           |                   |                                      |           |
| 43        | Raymond Kreder    | Team Ukyo                            | + 12'28"  |

| Plaats      | Naam            | Ploeg                  | Punten |
| ----------- | --------------- | ---------------------- | ------ |
| Groene trui | Edwin Avila     | Israel Cycling Academy | 38     |
| 2           | Yukiya Arashiro | Japan                  | 28     |
| 3           | Seo Joon-yong   | Zuid-Korea             | 28     |
|             |                 |                        |        |
| 4           | Raymond Kreder  | Team Ukyo              | 26     |
| 17          | Lennert Teugels | Cibel-Cebon            | 13     |

| Plaats        | Naam                  | Ploeg           | Punten |
| ------------- | --------------------- | --------------- | ------ |
| Bolletjestrui | Jimmy Janssens        | Cibel-Cebon     | 34     |
| 2             | Choe Hyeong-min       | Zuid-Korea      | 32     |
| 3             | Félix Alejandro Barón | Team Illuminate | 29     |

| Plaats | Ploeg                                | Tijd      |
| ------ | ------------------------------------ | --------- |
|        | Cibel-Cebon                          | 50u33'12" |
| 2      | Nippo-Vini Fantini                   | + 1'30"   |
| 3      | Bennelong SwissWellness Cycling Team | + 1'53"   |

2003 · 2004 · 2005 · 2006 · 2007 · 2008 · 2009 · 2010 · 2011 · 2012 · 2013 · 2014 · 2015 · 2016 · 2017 · 2018 · 2019 · 2020 · 2021 · 2022 · 2023 · 2024 · 2025